# Nuoto ai XIX Giochi asiatici - 200 metri stile libero maschili
La gara dei 200 metri stile libero maschili di nuoto ai XIX Giochi asiatici si è svolta il 27 settembre 2023, durante i XIX Giochi asiatici, presso l'Hangzhou Olympic Sports Expo Center.

## Podio
| Pos.    | Atleta        | Nazione       |
| ------- | ------------- | ------------- |
| Oro     | Hwang Sun-woo | Corea del Sud |
| Argento | Pan Zhanle    | Cina          |
| Bronzo  | Lee Ho-joon   | Corea del Sud |

## Record
Prima della manifestazione il record del mondo (RM), il record asiatico (AS) e il record dei giochi (RC) erano i seguenti.
|  | 1'42"00 | Paul Biedermann | 28 luglio 2009 Roma        |
|  | 1'44"39 | Sun Yang        | 25 luglio 2017 Budapest    |
|  | 1'44"80 | Park Tae-hwan   | 14 novembre 2010 Guangzhou |

Durante la competizione è stato migliorato il seguente record:
|  | 1'44"40 | Hwang Sun-woo |

## Programma
| Data              | Ora (UTC+8) | Turno    |
| ----------------- | ----------- | -------- |
| 27 settembre 2024 | 10:42       | Batterie |
| 27 settembre 2024 | 19:48       | Finale   |

## Risultati

### Batterie
| Pos. | Batteria | Corsia | Atleta                  | Nazionalità   | Tempo   | Note |
| ---- | -------- | ------ | ----------------------- | ------------- | ------- | ---- |
| 1    | 3        | 4      | Hwang Sun-woo           | Corea del Sud | 1'47"08 | Q    |
| 2    | 3        | 5      | Hidenari Mano           | Giappone      | 1'47"79 | Q    |
| 3    | 5        | 5      | Lee Ho-joon             | Corea del Sud | 1'48"13 | Q    |
| 4    | 4        | 4      | Pan Zhanle              | Cina          | 1'48"42 | Q    |
| 5    | 5        | 4      | Katsuhiro Matsumoto     | Giappone      | 1'48"44 | Q    |
| 6    | 4        | 5      | Hong Jinquan            | Cina          | 1'48"46 | Q    |
| 7    | 3        | 3      | Glen Lim Jun Wei        | Singapore     | 1'48"76 | Q    |
| 8    | 4        | 6      | Ardi Zulhilmi Bma       | Singapore     | 1'48"86 | Q    |
| 9    | 4        | 3      | Khiew Hoe Yean          | Malaysia      | 1'48"97 |      |
| 10   | 3        | 6      | Srihari Nataraj         | India         | 1'49"05 |      |
| 11   | 5        | 2      | Lim Yin Chuen           | Malaysia      | 1'51"18 |      |
| 12   | 5        | 3      | Cheuk Ming Ho           | Hong Kong     | 1'51"40 |      |
| 13   | 4        | 1      | Tonnam Kanteemool       | Thailandia    | 1'51"42 |      |
| 14   | 4        | 2      | Ngo Dinh Chuyen         | Vietnam       | 1'51"74 |      |
| 15   | 5        | 7      | Nicholas Subagyo        | Indonesia     | 1'51"99 |      |
| 15   | 5        | 6      | Dulyawat Daewsriyong    | Thailandia    | 1'51"99 |      |
| 17   | 2        | 5      | Egor Petryakov          | Uzbekistan    | 1'52"00 |      |
| 18   | 3        | 2      | Do Ngoc Vinh            | Vietnam       | 1'52"29 |      |
| 19   | 4        | 7      | Tanish George Mathew    | India         | 1'52"39 |      |
| 20   | 3        | 7      | Matin Sohran            | Iran          | 1'53"57 |      |
| 21   | 5        | 8      | Sauod Alshamroukh       | Kuwait        | 1'54"21 |      |
| 22   | 4        | 8      | Batbayar Enkhtamir      | Mongolia      | 1'54"38 |      |
| 23   | 3        | 1      | He Shing Ip             | Hong Kong     | 1'55"12 |      |
| 24   | 3        | 8      | Issa Samir Al Adawi     | Oman          | 1'56"52 |      |
| 25   | 2        | 7      | Musa Zhalayev           | Turkmenistan  | 1'56"78 |      |
| 26   | 1        | 6      | Mahmoud Abugharbia      | Palestina     | 1'58"40 |      |
| 27   | 2        | 1      | Ng Chi Hin              | Macao         | 1'59"07 |      |
| 28   | 2        | 4      | Ahmed Diab              | Qatar         | 1'59"09 |      |
| 29   | 2        | 6      | Muhammad Ahmed Durrani  | Pakistan      | 1'59"29 |      |
| 30   | 5        | 1      | Abdalla Elghamry        | Qatar         | 1'59"38 |      |
| 31   | 2        | 2      | Muhammad Amaan Siddiqui | Pakistan      | 1'59"77 |      |
| 32   | 2        | 3      | Nasir Yaha Hussian      | Nepal         | 2'00"14 |      |
| 33   | 1        | 3      | Ardasher Gadoev         | Tagikistan    | 2'02"84 |      |
| 34   | 1        | 5      | Ninjin Enkhbaatar       | Mongolia      | 2'03"29 |      |
| 35   | 1        | 4      | Sangay Tenzin           | Bhutan        | 2'07"61 |      |
| 36   | 2        | 8      | Mubal Azzam Ibrahim     | Maldive       | 2'08"33 |      |

### Finale
| Pos. | Corsia | Atleta              | Nazionalità   | Tempo   | Note |
| ---- | ------ | ------------------- | ------------- | ------- | ---- |
|      | 4      | Hwang Sun-woo       | Corea del Sud | 1'44"40 |      |
|      | 6      | Pan Zhanle          | Cina          | 1'45"28 |      |
|      | 3      | Lee Ho-joon         | Corea del Sud | 1'45"56 |      |
| 4    | 5      | Hidenari Mano       | Giappone      | 1'46"15 |      |
| 5    | 7      | Hong Jinquan        | Cina          | 1'47"70 |      |
| 6    | 2      | Katsuhiro Matsumoto | Giappone      | 1'48"95 |      |
| 7    | 1      | Glen Lim Jun Wei    | Singapore     | 1'49"00 |      |
| 8    | 8      | Ardi Zulhilmi Bma   | Singapore     | 1'49"22 |      |